# Heineken

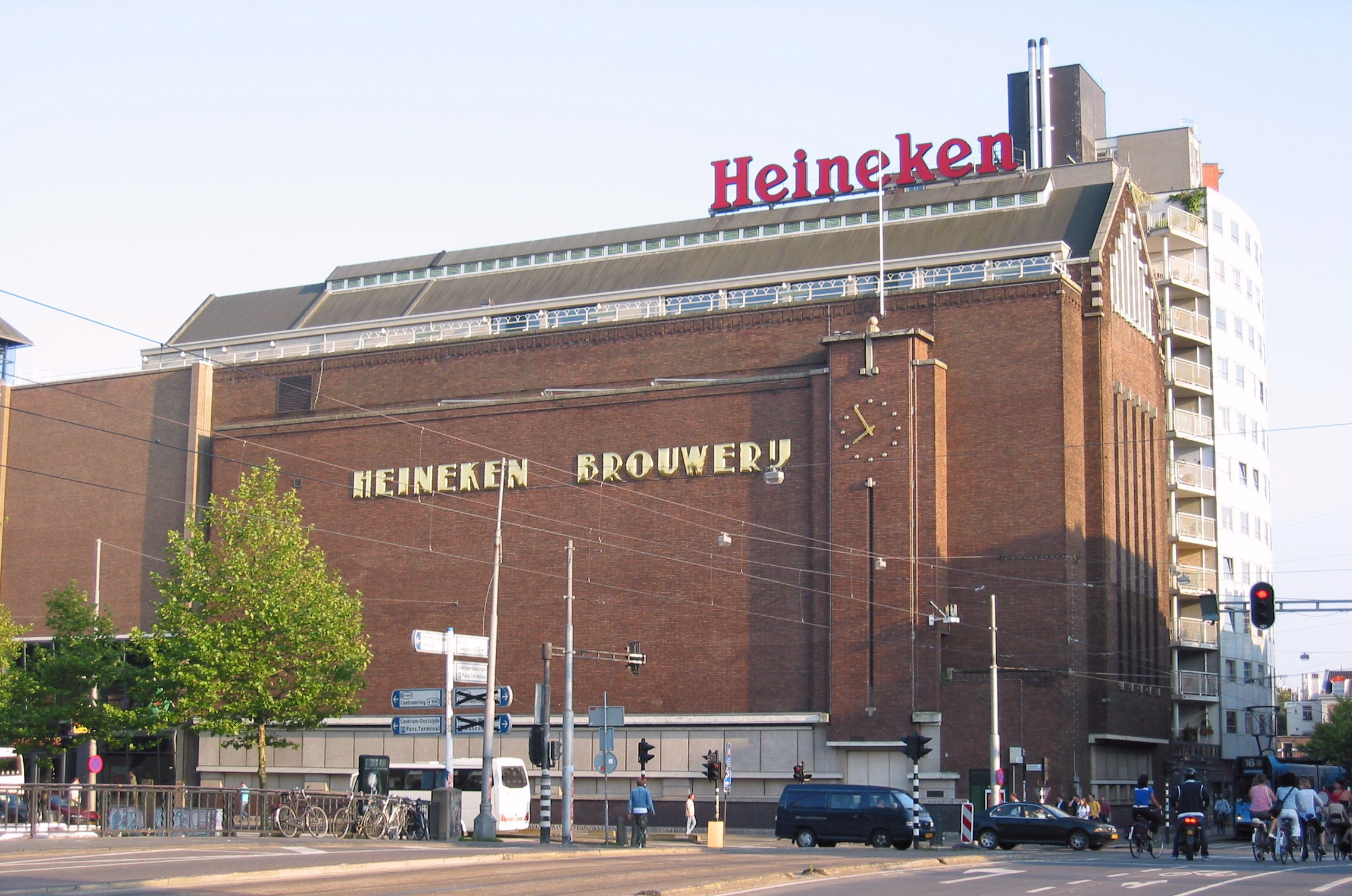
Původní pivovar v Amsterdamu, dnes muzeum

Heineken [hejneken] je pivovarnická společnost z Nizozemí, v roce 2015 trojka na světovém pivovarnickém trhu, expandující do dalších zemí Evropy.

## Historie
V roce 1863 koupil Gerardus Adrian Heineken pivovar z 16. století v centru města Amsterdam. Nyní je budova navštěvovaným museem Heinekenu, nový pivovar vznikl jinde. Hlavní ústředí firmy zůstalo v Amsterdamu.

### Expanze do zahraničí
Pivovar převzal část trhu na Slovensku, v Polsku, Rumunsku, Rakousku, Maďarsku, Srbsku, Černé Hoře. Jeho obrat dosáhl 14,32 miliardy eur. Piva patřící pod Heinekem jsou prodávána ve 120 zemích světa.

### Heineken v Česku
V roce 2003 ovládl rakouskou společnost BBAK, které patřil mj. pivovar Starobrno, pak následovala koupě pivovaru Královské Krušovice od společnosti Radeberger Gruppe. V roce 2008 po souhlasu Antimonopolního úřadu koupil koncern Heineken síť pivovarů společnosti Drinks Union, což znamená značky Zlatopramen, Březňák, Louny, Dačický, Lorec, Jarošov a Pivrnec. Jedná se o pivovary Krásné Březno, Velké Březno, Louny a Kutná Hora. Společnost Heineken měla zájem pouze o část Drinks Unionu zabývající se pivovarnictvím. Část, která se zabývala lihovarnictvím a likéry se osamostatnila do firmy Granette a.s. Prostřednictvím těchto značek se dostal do velkoobchodních řetězců. Pivovar v Krušovicích se stal hlavním akcionářem Starobrna.
V České republice Heineken v roce 2009 zaměstnával 1155 lidí a ovládal zhruba 12 % českého trhu s pivem.
V červnu 2009 oznámila společnost, že pivovary v Kutné Hoře a Znojmě uzavře. V lednu 2010 oznámila firma likvidaci dalšího z pivovarů – Louny. Dne 10. listopadu 2011 společnost uzavřela pivovar Krásné Březno.
Heineken též v r. 2008 ovládl již uzavřený pivovar Jarošov, který do té doby sloužil převážně jako sklady. Výrobní zařízení odvezl anebo rozprodal. V roce 2012 oznámil plán areál pivovaru (v havarijním stavu) prodat. Zájem o koupi projevilo město Uherské Hradiště s nabídkou 5 mil. Kč, avšak areál nakonec v listopadu 2013 zakoupil výrobce výtahů Radislav Vymyslický s plány část budov zbourat.

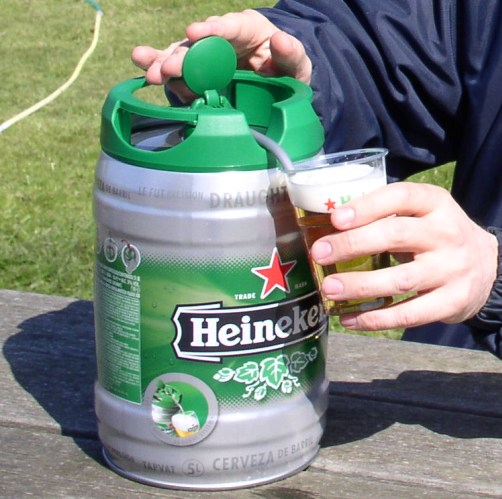
Pivo Heineken

### Heineken na Slovensku
Firma převzala řadu pivovarů, aby se prosadila na tamním trhu, ale postupně místní pivovary zavírá. Heineken postupně zlikvidoval výrobu piva v Martině, Nitře a Rimavské Sobotě.

## Obchodní strategie
Jeho strategií je ponechat na trhu tradiční značky i v ovládnutých pivovarech, méně prosperující neváhá zavřít (stalo se na Slovensku, v Česku pivovar Hostan ve Znojmě).
Koncern se podílí na četných kulturních akcích, např. podporuje hudební festivaly, má svůj hudební klub, je sponzorem řady sportovních akcí, např. tenisových turnajů a UEFA Champions League. Od roku 2016 je oficiálním sponzorem šampionátu Formule 1.